# Nikolai Kótxetov
Nikolai Kótxetov   (Lomonóssov, 8 de juliol de 1864 - Moscou, 3 de gener de 1925), nom complet amb patronímic Nikolai Razúmnikovitx Kótxetov, rus: Никола́й Разу́мникович Ко́четов, fou un compositor, director d'orquestra, professor de música, pintor i crític d'art rus.
N. R. Kótxetov va néixer a Oranienbaum, província de Sant Petersburg. Des de 1875 fins a 1883, va estudiar al Gimnàs Creiman de Moscou. El 1889 es va graduar a la Facultat de Dret de la Universitat de Moscou. Durant algun temps va exercir al departament judicial. Tot i això, va dedicar la seva vida posterior a la música. El 1886, va començar a escriure articles crítics sobre música. Va estudiar amb el músic i crític Herman Laroche, i el pianista i compositor Max Erdmannsdörfer.
Ja el 1895, Nicolai actuava com a director d'orquestra. El 1902 es va traslladar a Moscou, va viure a Khlebny Lane. El 1903-1905 va treballar com a director de direcció al teatre Solodovnikov. Des del 1906 va ensenyar música a l'Escola Sinodal, els anys 1918-1920, - a l'Acadèmia del Cor del Poble creat a la seva base. El 1921 va participar en la creació de l'Institut de Ciències Musicals (HYMN).

## Obra
El 1884 va escriure la 1a simfonia i música per a la tragèdia Ruïna de Polotsk d'Aleksandr Amfiteàtrov, el 1888 - La Suite àrab per a l'orquestra simfònica, el 1911 - la 2a simfonia. el 1922 - un concert per a orquestra simfònica i piano. També va escriure Esbossos orientals, romanços, serenates, cors, marxes, etc.
El 1903, Kótxetov va escriure l'òpera "Venjança terrible" (a la trama de la història de N. V. Gogol).

### Obres principals
- Assaig sobre la història de la música. M., 1909, 4a ed., Rev. i afegir., 1929
- Tècnica vocal i la seva importància. M., 1930.

## Família
- El pare de N. R. Kótxetov fou Rozúmnik Ioakímovitx Kótxetov (1821-1867), director de l'arxiu principal del ministeri marítim de Sant Petersburg, escriptor, assessor real de l'estat i la mare - Aleksandra Dormidóntova Kótxetova (1833-1902), nee Sokolova, nom artístic - Alexandrova, cantant i professora.
- Germana, Zoia Razúmnikovna Kótxetova (1857-1892), cantant.
- Fill, Vadim Nikolàievitx Kótxetov (1898-1951) - compositor soviètic.